# Davie Provan
David Alexander "Davie" Provan  (ur. 8 maja 1956 w Gourock) – szkocki piłkarz występujący na pozycji pomocnika.

## Kariera klubowa
Provan zawodową karierę rozpoczynał w 1974 roku w szkockim Kilmarnock ze Scottish Premier Division. W 1975 roku spadł z nim do Scottish First Division. W 1976 roku wrócił z zespołem do Scottish Premier Division. W 1977 roku ponownie spadł z nim jednak do Scottish First Division. W Kilmarnock spędził jeszcze rok.
W 1978 roku Provan trafił do Celtiku ze Scottish Premier Division. Zadebiutował tam 23 września 1978 roku w wygranym 3:2 pojedynku z Partick Thistle. Barwy Celtiku reprezentował przez 7 lat. W tym czasie zdobył z nim 3 mistrzostwa Szkocji (1979, 1981, 1982), Puchar Szkocji (1980) oraz Puchar Ligi Szkockiej (1983).
W 1985 roku Provan odszedł do australijskiego Sydney Olympic. W tym samym roku zdobył z nim NSL Cup. W 1985 roku wrócił również do Celtiku. W 1986 roku, po zdobyciu z nim mistrzostwa Szkocji, zakończył karierę.

## Kariera reprezentacyjna
W reprezentacji Szkocji Provan zadebiutował w 1979 roku. W 1982 roku został powołany do kadry na Mistrzostwa Świata. Nie zagrał na nich jednak w żadnym meczu. Z tamtego turnieju Szkocja odpadła po fazie grupowej. W latach 1979–1982 w drużynie narodowej Provan rozegrał w sumie 10 spotkań i zdobył 1 bramkę.